# Liste individueller Mineralgemenge
Die Liste der Mineralgemenge ist eine alphabetisch geordnete Übersicht von individuell benannten Mineralgemengen, von denen einige ehemals zu den Mineralen zählten und andere teilweise als Gesteine angesehen werden oder im weitesten Sinne mit ihnen zusammenhängen.
Systematische Listen nur der anerkannten Mineralarten und deren Klassifikationen finden sich auf der Seite Systematik der Minerale.
Davon unabhängig existiert eine ebenfalls alphabetisch geordnete Liste der Minerale mit Namen anerkannte Mineralarten, Synonymen und bergmännischen Bezeichnungen sowie eine Liste der Gesteine. Für fiktive Minerale siehe Liste fiktiver Elemente, Materialien, Isotope und Elementarteilchen.
| Name                                                                                            | Gemengteile |
| ----------------------------------------------------------------------------------------------- | --- |
| Adlerstein (Konkretion), auch Aetit                                                             | Goethit-Limonit-Konkretion                                                                                                  |
| Achrematit                                                                                      | Mimetesit, Wulfenit |
| Alaskait                                                                                        | Verschiedene Sulfosalze, vorwiegend der Pavonit-Reihe; Gustavit, Pavonit, Sphalerit und Tetraedrit                          |
| Allemontit                                                                                      | Stibarsen und gediegen Arsen oder gediegen Antimon                                                                          |
| Allevardit                                                                                      | Rectorit und Dickit |
| Almerait                                                                                        | Carnallit und Halit |
| Ameletit                                                                                        | Analcim, Nephelin, Vertreter der Phillipsit-Untergruppe, Sodalith                                                           |
| Andreattit                                                                                      | Illit und Montmorillonit |
| Andrewsit                                                                                       | Hentschelit und Rockbridgeit, gelegentlich Chalkosiderit                                                                    |
| Animikit                                                                                        | Nickelin, gediegen Silber und Galenit                                                                                       |
| Antimonocker                                                                                    | erdiges Gemenge verschiedener Antimonoxide, meist aber Stibiconit oder Cervantit                                            |
| Anyolit (Anyolith)                                                                              | grüner Zoisit, Rubin, gelegentlich zusätzlich schwarze Einlagerungen Hornblende                                             |
| Arizonit                                                                                        | siehe Leukoxen |
| Arsenobismit                                                                                    | Feinkristalliner Preisingerit, Atelestit, Beudantit, Segnitit                                                               |
| Ashanit                                                                                         | Ixiolith, Samarskit-(Y) und Uranmikrolith                                                                                   |
| Asphaltit                                                                                       | bituminöse Kohlenwasserstoffe der Methanreihe                                                                               |
| Aurosmirid                                                                                      | osmiumhaltiges, gediegenes Iridium und Gold                                                                                 |
| Azovskit                                                                                        | Santabarbarait und Goethit                                                                                                  |
| Badenit                                                                                         | Safflorit, gediegen Bismut, Modderit                                                                                        |
| Bauxit                                                                                          | vorwiegend Gibbsit, Böhmit, Diaspor                                                                                         |
| Bayankhanit                                                                                     | verschiedene Kupfer/Quecksilber-Sulfide                                                                                     |
| Beegerit                                                                                        | Matildit, Schirmerit |
| Belmontit                                                                                       | Bindheimit, Chlorargyrit, Tetraedrit, Quarz und andere                                                                      |
| Bonchevit                                                                                       | Pekoit, Galenobismutit |
| Brauneisen                                                                                      | siehe Limonit |
| Braunstein                                                                                      | verschiedene Manganoxide (vorwiegend Pyrolusit)                                                                             |
| Bursait                                                                                         | verschiedene Blei/Bismut-Sulfosalze (z. B. Lillianit)                                                                       |
| Cadmiumocker                                                                                    | Greenockit, Hawleyit |
| Calamin                                                                                         | siehe Galmei |
| Chloropal                                                                                       | Nontronit, Opal |
| Chonikrit                                                                                       | Zersetzter Feldspat und Diallag (Varietät von Diopsid)                                                                      |
| Cirrolith                                                                                       | Attakolith, Bearthit, Lazulith, Kyanit                                                                                      |
| Coeruleolaktit                                                                                  | kupferhaltiger Planerit, Crandallit                                                                                         |
| Crestmoreit                                                                                     | Tobermorit, Apatit |
| Csiklovait                                                                                      | Tetradymit, Bismuthinit |
| Curtisit                                                                                        | verschiedene Kohlenwasserstoffe                                                                                             |
| Cymolit                                                                                         | Alunit, Halloysit-7Å |
| Davisonit                                                                                       | Crandallit, Apatit |
| Deltait                                                                                         | Crandallit, Hydroxylapatit (Apatit-(CaOH))                                                                                  |
| Dennisonit                                                                                      | Crandallit, CO2-reicher Hydroxylapatit                                                                                      |
| Deweylith                                                                                       | Talk, verschiedene Serpentine                                                                                               |
| Donathit                                                                                        | Magnetit, Magnesioferrit |
| Eichbergit                                                                                      | Jaskólskiit und bismuthaltiger Meneghinit                                                                                   |
| Eisenocker                                                                                      | Eisenoxide (hauptsächlich Goethit und/oder Hämatit), oft zusammen mit Tonmineralen                                          |
| Epigenit                                                                                        | Tennantit, Pyrit, Chalkopyrit                                                                                               |
| Galmei (auch Calamin(e))                                                                        | Smithsonit, Hemimorphit, Hydrozinkit                                                                                        |
| Ganomatit (Gänsekötigerz)                                                                       | Pitticit und Chlorargyrit                                                                                                   |
| Garnierit                                                                                       | verschiedene Nickelsilikate, vorwiegend Népouit                                                                             |
| Grünlingit                                                                                      | Joséit-A, Bismuthinit |
| Gummit                                                                                          | Uraninit und sekundäre Uranminerale wie Boltwoodit, Clarkeit, Curit, Kasolit, Soddyit, Uranophan                            |
| Huntilith (Arsensilber, Arseniksilber)                                                          | gediegen Arsen, Silber und Antimon sowie Dyskrasit, Stibarsen und Löllingit                                                 |
| Hydrodolomit                                                                                    | Hydromagnesit, Calcit |
| Hydrohausmannit                                                                                 | verschiedene Manganoxide, vorwiegend Feitknechtit                                                                           |
| Iddingsit                                                                                       | Pseudomorphose von Goethit und Chlorit nach Olivin                                                                          |
| Ishiganeit                                                                                      | Kryptomelan, Birnessit |
| Kalgoorlit                                                                                      | Coloradoit, Petzit |
| Karpinskyit                                                                                     | Status fraglich, möglicherweise Leifit und zinkhaltige Tonminerale                                                          |
| Kehoeit                                                                                         | Woodhouseit, Gips, Quarz, Sphalerit                                                                                         |
| Klaprothit                                                                                      | Wittichenit, Emplektit |
| Kolskit                                                                                         | Lizardit, Sepiolith |
| Kupferpecherz                                                                                   | Cuprit, Tenorit |
| Laubmannit                                                                                      | - Nach Frondel: Dufrenit, Kidwellit, Beraunit - Nach Moore: Mineralbeschreibung veröffentlicht ohne Prüfung durch IMA/CNMNC |
| Lehiit                                                                                          | Apatit, Crandallit |
| Lerbachit                                                                                       | Clausthalit, Tiemannit |
| Leukoxen                                                                                        | Hämatit, Anatas, Rutil und andere Titan- bzw. Eisenminerale                                                                 |
| Limonit (auch Brauneisen)                                                                       | verschiedene Eisenhydroxide, vorwiegend Goethit                                                                             |
| Lossenit                                                                                        | Skorodit, Beudantit |
| Manganomelan                                                                                    | verschiedene Manganoxide bzw. Manganhydoxide                                                                                |
| Medmontit                                                                                       | Chrysokoll, verschiedene Tonminerale                                                                                        |
| Merumit                                                                                         | Grimaldiit, Bracewellit, Mcconnellit, Guyanait                                                                              |
| Mohawkit                                                                                        | Algodonit, Domeykit und arsenreiches Kupfer                                                                                 |
| Natrium-killinit bzw. Soda-Killinit                                                             | Alunit, Jadeit, Halloysit-10Å, Illit                                                                                        |
| Natromontebrasit                                                                                | Hydroxylreicher Amblygonit, Lacroixit, Wardit                                                                               |
| Newtonit                                                                                        | Alunit ± Kaolinit |
| Obruchevit                                                                                      | Yttropyrochlor-(Y) (diskreditiert, ehemals Yttropyrochlor), Uranpyrochlor                                                   |
| Ozokerit (Riechwachs)                                                                           | flüchtige und feste Kohlenwasserstoffe der Methanreihe                                                                      |
| Parajamesonit                                                                                   | Jamesonit, Tetraedrit, Ramdohrit                                                                                            |
| Paterait                                                                                        | Chrom-Molybdän-Hydroxide und Pyrit                                                                                          |
| Percylith                                                                                       | Boleit, Pseudoboleit |
| Pilbarit                                                                                        | Thorogummit, Kasolit |
| Platynit                                                                                        | Laitakarit, selenhaltiger Galenit                                                                                           |
| Plessit                                                                                         | Kamacit und Taenit |
| Plumbo-Argentojarosit                                                                           | silberreicher Plumbojarosit, Argentojarosit                                                                                 |
| Plumbocalcit                                                                                    | Calcit, Cerussit |
| Polyargyrit                                                                                     | Akanthit und Polybasit oder Pyrargyrit                                                                                      |
| Pregrattit (auch Prägratit nach der Typlokalität Prägraten am Großvenediger, Tirol, Österreich) | Paragonit und Phlogopit |
| Příbramit                                                                                       | cadmiumhaltiger Sphalerit, Goethit und/oder Lepidokrokit                                                                    |
| Raseneisenstein (Raseneisenerz)                                                                 | Goethit, limonisierter Siderit, Vivianit                                                                                    |
| Rézbányit                                                                                       | Hammarit, Krupkait, Cosalit bzw. Aikinit-Verwandte und Paděrait                                                             |
| Salmonsit                                                                                       | Hureaulith, Jahnsit |
| Schalenblende                                                                                   | Sphalerit, Wurtzit, Galenit, Pyrit, Markasit, Chalkopyrit und andere                                                        |
| Selentellur                                                                                     | gediegen Selen und Tellur                                                                                                   |
| Simbirzit oder Simbircit                                                                        | Aggregat aus Calcit, Tonmineralen und Pyrit                                                                                 |
| Smektit                                                                                         | verschiedene quellfähige Schichtsilikate                                                                                    |
| Smirgel (Schmirgel)                                                                             | brauner Korund, Magnetit, Quarz                                                                                             |
| Spodiosit                                                                                       | Fluorapatit, Calcit und Serpentin                                                                                           |
| Staringit                                                                                       | Kassiterit, Tapiolit-(Fe)                                                                                                   |
| Stibiaferrit                                                                                    | Bindheimit, Jarosit |
| Sumpferz                                                                                        | siehe Raseneisenstein (Raseneisenerz)                                                                                       |
| Sylvinit                                                                                        | Sylvin, Halit |
| Tapalpit                                                                                        | Akanthit, Tetradymit |
| Thucholith                                                                                      | Uraninit, verschiedene Kohlenwasserstoffe (asphaltähnlich)                                                                  |
| Tilkerodit                                                                                      | Clausthalit, Cobaltit |
| Trudellit                                                                                       | Chloraluminit, Natroalunit                                                                                                  |
| Voltzin                                                                                         | Wurtzit, verschiedene organische Substanzen                                                                                 |
| Vredenburgit                                                                                    | Hausmannit, Jakobsit |
| Wad (Mineralgemenge)                                                                            | verschiedene, weiche Manganoxide (meist Pyrolusit)                                                                          |
| Wehrlit                                                                                         | Pilsenit, Hessit |
| Whitneyit                                                                                       | Algodonit, arsenhaltiges Kupfer                                                                                             |
| Wiikit                                                                                          | Pyrochlor, Euxenit |
| Wolframocker                                                                                    | Ferritungstit, Tungstit und andere Minerale                                                                                 |
| Xanthosiderit                                                                                   | verschiedene Eisenoxide (vorwiegend Goethit)                                                                                |
| Youngit                                                                                         | verschiedene Blei-Zink-Sulfide                                                                                              |
| Yttromikrolith                                                                                  | yttriumhaltiger Mikrolith, Tantalit und Calciumsulfat                                                                       |
| Ziegelerz                                                                                       | Cuprit, Goethit |
| Zorgit                                                                                          | Clausthalit, Umangit |